# Jean-Baptiste Girard (jésuite)
Pour les articles homonymes, voir Jean-Baptiste Girard et Girard.
Jean-Baptiste Girard, né à Dole en 1680 et mort dans la même ville le 4 juillet 1733, est un jésuite français au centre d’un scandale de mœurs préjudiciable à son ordre.

## Biographie
Élève des jésuites en 1696, Girard est ordonné prêtre en 1707. Il exerce un ministère à Gray et à Pontarlier, avant d’être nommé en Provence à Aix, où il a la charge de la congrégation des dames, de 1719 à 1728. Ensuite nommé recteur du séminaire royal de la Marine à Toulon, en 1728, c’est là que son nom commence à susciter le scandale. 
Dans une affaire l’opposant à une de ses pénitentes, Marie-Catherine Cadière, les accusations de sorcellerie, de relations sexuelles, d'inceste spirituel donnent lieu à un procès retentissant à Aix, en 1731. Ce procès divise le Parlement et, au-delà de l'affaire, se révèle être une lutte d'influence entre jésuites et jansénistes : ces derniers voient dans cette affaire une occasion de répondre aux accusations contre le diacre Pâris et la répression des convulsionnaires de Saint-Médard. Cette affaire est donc une nouvelle conséquence de la bulle Unigenitus : c'est autant le père Girard que la Compagnie de Jésus qui est visée ici.
Le bruit de l'affaire monta jusqu’à Paris : les mémorialistes comme Barbier et Narbonne l'évoquent, la diffusion des factums, chansons, poèmes et libelles sur l'affaire divise le royaume et passionne l'Europe entière. On peut y voir la naissance de la rubrique du fait divers, à l'aube du développement de la presse et de l'engouement des Français pour les causes célèbres dans les dernières décennies de l'Ancien Régime. Finalement, Girard et la Cadière sont acquittés par un arrêt de la Grand-Chambre le 10 octobre 1731. Le père Girard est renvoyé dans sa ville natale, où il terminera sa vie.

## Mémoire
L'affaire continue de susciter un vif intérêt au XVIIIe siècle dans les correspondances et les romans inspirés par l'affaire : notamment Voltaire et Jean-Baptiste Boyer d'Argens.
Voltaire évoque l'affaire dans son ouvrage La Pucelle d'Orléans un poème héroï-comique en vingt et un chants,  paru à Genève en 1752  : « Venez, venez, mon beau père Girard, Vous méritez un grand article à part. Vous voilà donc, mon confesseur de fille, Tendre dévot qui prêchez à la grille ! Que dites-vous des pénitents appas De ce tendron converti dans vos bras ? J’estime fort cette douce aventure. Tout est humain, Girard, en votre fait ; Ce n’est pas là pécher contre nature : Que de dévots en ont encor plus fait ! Mais, mon ami, je ne m’attendais guère De voir entrer le diable en cette affaire. Girard, Girard, tous vos accusateurs, Jacobin, carme, et faiseur d’écriture, Juges, témoins, ennemis, protecteurs, Aucun de vous n’est sorcier, je vous jure. ».
Boyer d'Argens reprend le personnage de Girard (avec l'anagramme Dirrag) dans le roman libertin Thérèse Philosophe. Au XIXe siècle, le père Girard est cité comme archétype de la corruption du clergé, dans les polémiques antijésuites : on consultera notamment La sorcière de Jules Michelet (1862).